# Copa (zoología)
Copa es un género de arañas araneomorfas de la familia Corinnidae. Se encuentra en el sur de Asia y el África subsahariana.

## Lista de especies
Según The World Spider Catalog 12.0:
- Copa agelenina Simon, 1910
- Copa annulata Simon, 1896
- Copa auroplumosa Strand, 1907
- Copa benina Strand, 1916
- Copa flavoplumosa Simon, 1886
- Copa lacustris Strand, 1916
- Copa lineata Simon, 1903
- Copa longespina Simon, 1910
- Copa spinosa Simon, 1896